# Monastero di Maulbronn
Il monastero di Maulbronn è un complesso monastico situato nei pressi della cittadina tedesca di Maulbronn (Baden-Württemberg) e costituito da un'abbazia cistercense fondata nel 1147 e conservata pressoché intatta.
È considerata l'abbazia meglio conservata a nord delle Alpi e in essa si ritrovano esempi di tutti gli stili architettonici dal romanico fino al tardo-gotico. Dal 1993 è compresa nella lista dei patrimoni dell'umanità dell'UNESCO. L'abbazia è racchiusa da una cinta muraria risalente al XV-XVI secolo.

## Storia

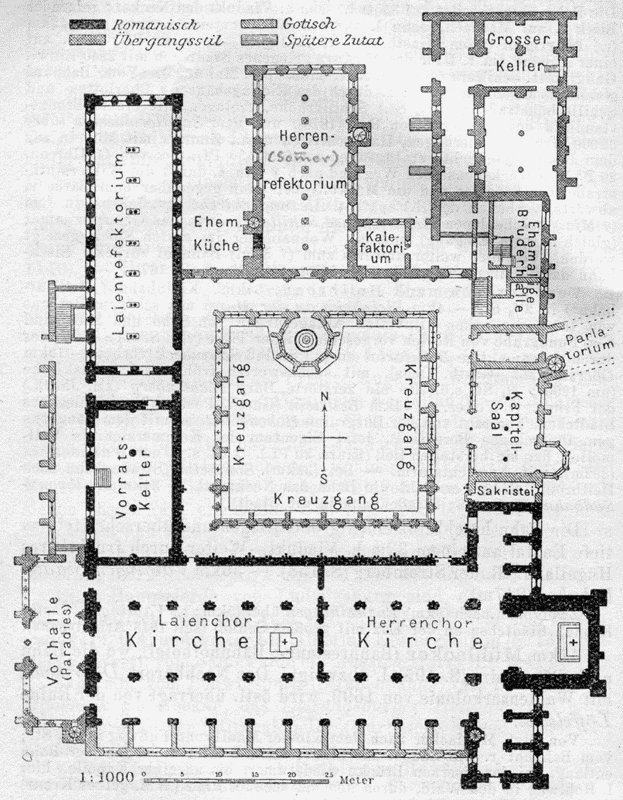
Planimetria

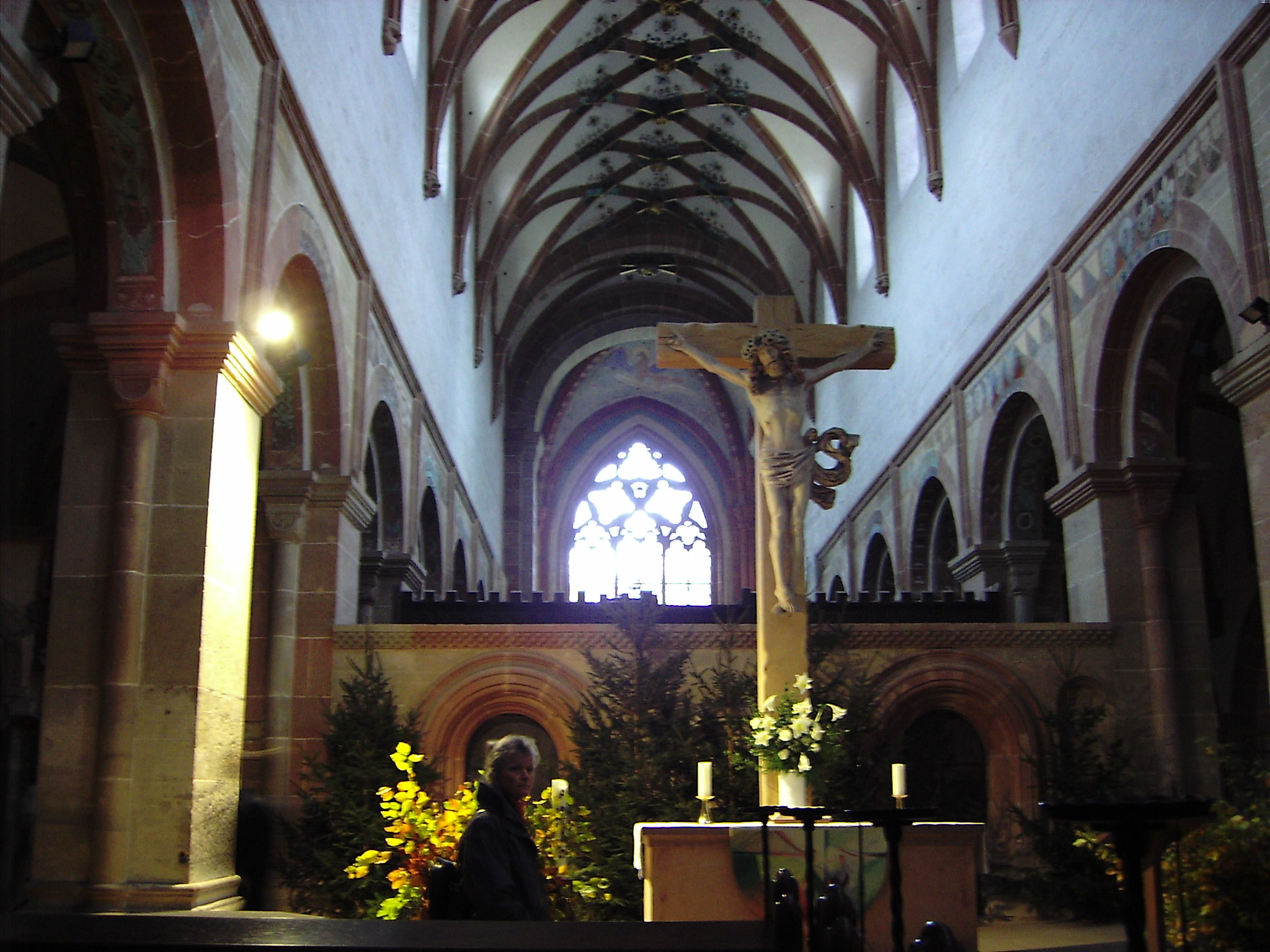
Chiesa, interno

La storia dell'abbazia iniziò intorno all'anno 1138 quando il cavaliere Walter von Lomersheim, attratto dal pensiero di Bernardo di Chiaravalle decise di dedicarsi alla vita monastica e di costruire un monastero di cistercensi su un terreno di sua proprietà situato a Eckenweiher, si rivolse all'abate del monastero di Neuburg im Elsaß che inviò una piccola congrega di monaci. Ben presto però ci si rese conto che a causa della mancanza di acqua e di materiali da costruzione il terreno era inadatto e quindi Walter von Lomersheim si rivolse al vescovo di Spira che dopo una visita al monastero trasferì i monaci su un terreno appartenente alla diocesi nell'attuale sede di Maulbronn.
La fondazione del monastero è anche legata ad una leggenda, mentre i monaci erano alla ricerca di un luogo più idoneo per fondare il monastero caricarono un mulo con una borsa piena di denari d'oro, gli dettero un colpo con un ramo e il mulo trotterellò fino ad una sorgente dove si abbeverò, I monaci scelsero quindi il luogo dove il mulo si era fermato per costruire il loro monastero. Sul luogo della sorgente fu costruita una fontana (nota come fontana dell'asino) e la leggenda è ripresa sia dallo stemma della cittadina sia dalle decorazioni sulla volta della cappella nella quale si trova la fontana.
Il luogo corrispondeva ai dettami della regola cistercense, al contrario dei benedettini che costruivano i loro monasteri sulla sommità delle colline i cistercensi si insediavano infatti nel fondo valle e in luoghi isolati.
Nel 1178 fu consacrata la chiesa, una basilica romanica a tre navate con transetto e abside quadrati. La chiesa subì diverse ristrutturazioni successive, nel 1424 ad esempio, furono aggiunte le volte gotiche della navata centrale e di quella destra. Le successive elaborazioni del complesso sono ben visibili nel chiostro e nelle aperture del suo porticato, il lato meridionale è romanico mentre quello settentrionale è gotico.
A partire dal XII secolo i monaci si occuparono di agricoltura allestendo dei campi e vigneti modello dai quali ricavavano raccolti abbondantissimi. Ne sono testimonianza l'ampiezza delle cantine e dei magazzini visibili nella parte anteriore dell'area dell'abbazia.
Una seconda fase di vita del monastero iniziò con l'annessione, dopo un assedio durato sette giorni, del monastero al Württemberg da parte del duca Ulrico di Württemberg. Fino al quel momento il monastero era sotto la diretta protezione degli Staufer, dal 1504 entrò, insieme ai 60 villaggi appartenenti al monastero, sotto il dominio del duca di Württemberg.
Divenne sede di una scuola superiore e di un seminario della Chiesa luterana.

## Curiosità

Moneta da 2 Euro

- Friedrich Hölderlin, Il più grande lirico dopo Goethe, vi studiò per due anni (1786-1788) per compiacere il desiderio di sua madre che lo voleva prelato. A Maulbronn la poca stima dei docenti e una certa insofferenza alla dura disciplina, non gl'impedirono di approfondire lo studio del greco e dedicarsi alla scoperta di Ossian, Klopstock e Schiller che illumineranno le sue prime prove poetiche. Intraprende anche la prima relazione amorosa con Louise Nast, figlia dell'amministratore del convento.
- Hermann Hesse vi studiò e ne fa l'abbazia di Narciso e Boccadoro, con un nome simile ma non identico (Mariabronn, anche nell'originale tedesco). Compare anche in Il giuoco delle perle di vetro con il nome "Waldzell". Infine, essa è richiamata dallo stesso Hesse in un brano autobiografico del libro "La natura ci parla".
- Nel 2013 la Germania ha dedicato una moneta commemorativa da 2 euro al Monastero con una tiratura di 30 milioni di pezzi.